# Vrbica (gmina Nikšić)
Vrbica (cyr. Врбица) – wieś w Czarnogórze, w gminie Nikšić. W 2003 roku liczyła 5 mieszkańców.